# Антонио Табуки
Антонио Табуки (итал. Antonio Tabucchi; Пиза, 23. септембар 1943 – Лисабон, 25. март 2012) био је италијански књижевник и професор португалске књижевности и језика.
Као поклоник и врстан познавалац португалске културе, Табуки је предавао португалску књижевност у Ђенови и био директор Италијанског културног центра у Лисабону. На Универзитету у Сијени био је професор португалског језика и књижевности. На италијански језик превео је и приредио сабрана дела португалског песника Фернанда Песое. 
Објавио је више есеја, прича и романа. Помињан је као кандидат за Нобелову награду за књижевност, али је никада није добио. Његове књиге преведене су на више од 30 језика.

## Биографија
Антонио Табуки рођен је у Пизи. Пресудан дан у његовом животу био је када је је једног поподнева, као матурнат, кретао на годину дана у Париз, где је намеравао да пронађе себе. Пред улазак у воз, немајући много новца, купио је малу књигу Продавница дувана Фернанда Песое, што је из темеља променило његов живот. Одушевљење Песоиним делом одвело га је ка учењу португалског језика и усадило му заједно са доживотним интересовањем и љубављу према овом песнику, љубав према португалској култури.

## Књижевни рад
Свој први роман Трг Италија објавио је 1975. Затим су уследила дела: Мала флота (1977), С друге стране (1981), Жена из Порто Пима (1983), Индијски ноктурно (1984). Индијски ноктурно сматра се његовим првим значајним романом. Према њему је 1989. снимљен филм који је режирао Alain Cornau. Трагајући за пријатељем који се изгубио у Индији, јунак овог романа заправо трага за сопственим идентитетом. Мали неспоразуми без велике важности објављени су 1985, а Линија хоризонта 1986. године. И у овом Табукијевом роману јунак, овог пута тражећи податке о лешу, такође трага за сопственим идентитетом, што постаје важна карактеристика Табукијевих ликова. По овом роману је 1993. португалски редитељ Фернандо Лопез снимио је филм. Крилата бића Беата Анђелика објављена су 1987. године, а збирка кратких прича Црни анђео и роман Реквијем 1991. Овај роман написан је на португалском и представља својеврстан омаж Португалији. Она је необичан реквијем у којем јунак лута Лисабоном и као у халуцинацији сусреће и живе и мртве. Кратке приче Снови о сновима објавио је 1992. У збирци од 20 кратких прича, у којој се преплићу литература и биографија, приповедач приповеда снове својих јунака, чувених уметника, кроз које износи сопствени доживљај њихових дела. Переира тврди да... је Табукијев роман објављен 1994. године. Његов јунак Переира приповеда догађаје који су се у његовом животу одиграли августа 1938. Переира је сведок који детаљно приповеда о трагичном догађају из свог живота и историје, који ће изазвати његово преиспитивање и сазревање. По овом роману снимљен је наредне године филм са Марчелом Мастројанијем у улози Переире. Три последња дана Фернанда Песое, Телефонски позив за господина и Пирандела су прича и драмски комад објављени 1994 године. Изгубљена глава Дамашена Монтеира (1997) има ритам трилера и хроника је догађаја из свакодневног живота. Роман се бави темом тортуре, правде, друштвене маргинализације и полицијске злоупотребе. Табуки је такође објавио и дела: Платонов гастритис (1998), Аутомобил, носталгија и бесконачност (1998). Сваким часом све је мање времена (2001), Туђе аутобиографије (2003), Тристано умире (2004), Време брзо стари (2009), Путовања и друга путовања (2010), Илустроване приче(2011), За Изабел : једна мандала 2013.
Табуки је био оштар противник Берлусконијеве владе и писао је чланке за лист Коријере дела Сера, и шпански Ел Паис. За новинарски рад и залагање за слободу изражавања добио је награду Francisco de Cerecedo коју додељује Удружење европских новинара.

### Кратки предговори
Табуки за своје књиге пише кратке предговоре у којима открива читаоцу праве намере луцидно надограђујући литерарну игру. Није реткост да примети како је неку од његових прича могао боље да напише Киплинг или Хенри Џејмс. У том случају не би му била ускраћена радост читања.

## Награде
Роман „Индијски ноктурно“ добио је 1987. године престижну Prix Médicis étranger, француску награду за најбољи роман те године написан на страном језику. Награде Campiello и Aristeion добио је за роман Переира тврди да...

## Смрт
Табуки је умро у Лисабону 25. марта 2012. после дуже борбе са канцером.